# Gheorghe Vărzaru

a Compétitions nationales et continentales officielles uniquement.

b Matchs officiels uniquement.
Gheorghe Vărzaru, né le 30 avril 1960 à Cobadin (village de Negrești (ro)) et mort le 16 mars 2025 à Bucarest (Roumanie), est un joueur international roumain de rugby à XV qui joue au poste de centre ou d'ailier dans les années 1970 à 1990.

## Biographie
Durant sa carrière, il joue en France sous le maillot du CS Vienne.

## Palmarès

### En club

#### Avec le Steaua
- Champion de Roumanie (6): 1983, 1984, 1985, 1987, 1988, 1989

### En sélection

#### Avec la Roumanie
- Vainqueur de la Trophée européen FIRA (2): 1981, 1983